# Fandom de Tolkien

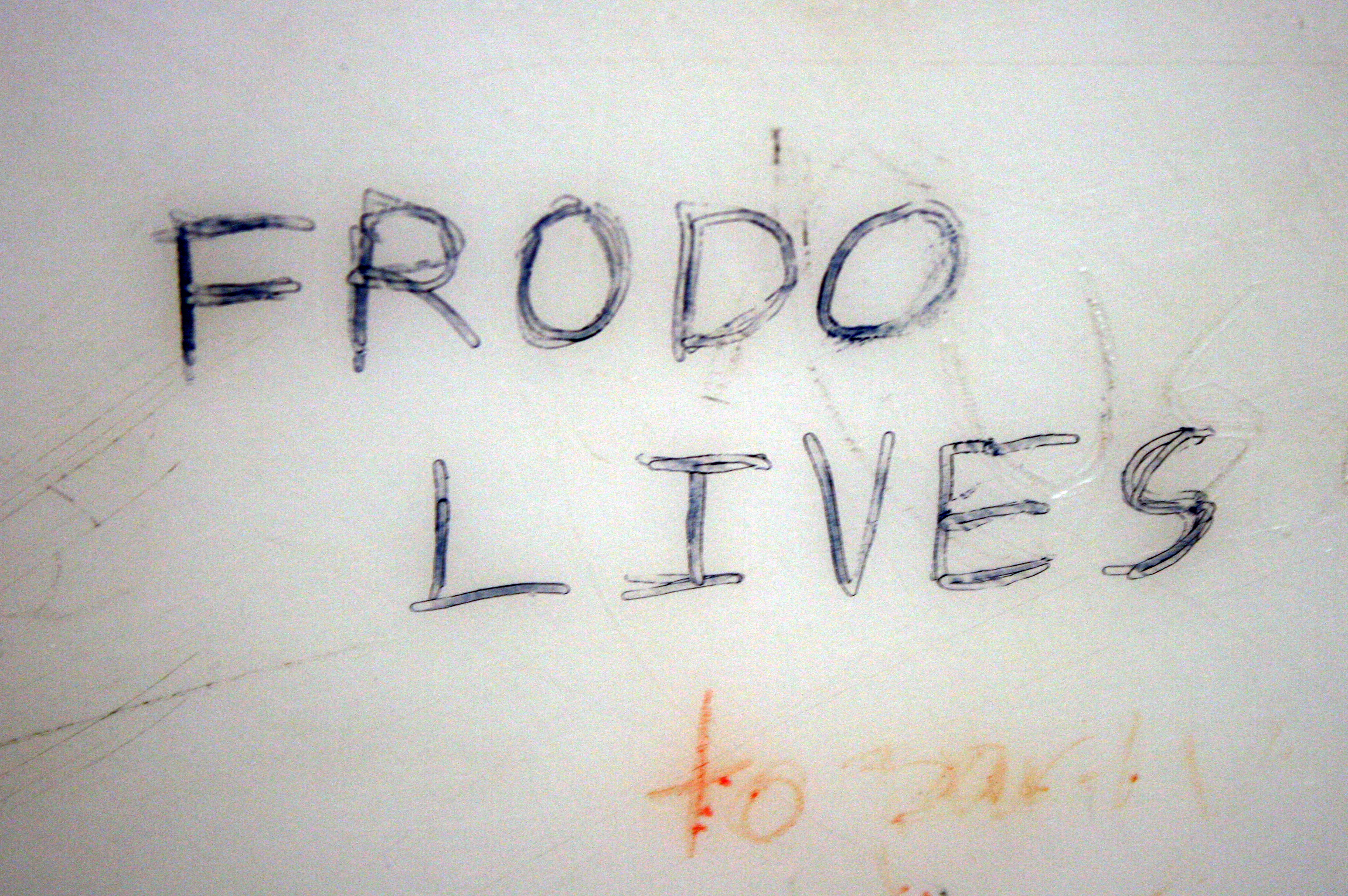
Graffiti "Frodo lives" (Frodo vit).

Le Fandom de Tolkien est une communauté internationale et informelle de fans des œuvres de l'écrivain britannique J. R. R. Tolkien et des histoires de son légendaire se déroulant sur la Terre du Milieu, qui inclut ses romans Le Hobbit, Le Seigneur des anneaux, et Le Silmarillion. Le mot fandom implique une sous-culture marquée par l'enthousiasme de la jeunesse mais avec assez peu de sophistication comparativement à la critique littéraire savante, marquant ainsi l'aspect populaire du sujet général de la réception de J. R. R. Tolkien (en). Le « fandom de Tolkien » dans ce sens est apparu brusquement aux États-Unis dans les années 1960, dans le contexte du mouvement hippie, à l'inquiétude de l'auteur (Tolkien est décédé en 1973), qui parlait de « mon déplorable culte ».
Le Fandom de Tolkien a été révélé par de nombreux articles comme étant l'un des plus importants du monde aujourd'hui. Il représenterait plusieurs millions de personnes dans le monde. Chaque année de nombreuses conventions et regroupements des fans de l'œuvre sont organisés en plus de leur présence colossale sur les réseaux sociaux.
Plusieurs termes décrivent plus les fans de Tolkien : tolkienite  ou tolkiendil. Un tolkienologue est quelqu'un qui étudie l'œuvre de J. R. R. Tolkien : ce sont ceux qui étudient le plus souvent les langues elfiques et la « tolkienologie ».
Le terme ringer (de l'anglais ring, « anneau ») fait référence à un fan du Seigneur des Anneaux en général, et à un fan de la trilogie cinématographique Le Seigneur des anneaux de Peter Jackson en particulier.

## Histoire
Le Hobbit (The Hobbit) est un roman écrit par Tolkien qui fut publié pour la première fois en 1937. Cependant, c'est Le Seigneur des anneaux (The Lord of the Rings), publié pour la première fois de 1954 à 1955, qui donna au fandom l'aspect d'un phénomène culturel du début au milieu des années 1960.

### Premier fandom (années 1960 jusqu'à 1973)

#### Années 1960 aux États-Unis
En 2006, Foster attribue la montée du fandom de Tolkien aux États-Unis du milieu des années 1960 à une combinaison de trois paramètres : la sous-culture hippie, le mouvement antimilitariste poursuivant « une liberté mûre comme celle de la Comté » et « à l'anglophilie culturelle de l'Amérique » et enfin la publication d'une version de contrebande du Seigneur des anneaux, publiée par Ace Books suivant l'édition autorisée de Ballantine Books.

Le « hippie », après avoir refermé le livre, donne sa propre interprétation de l'œuvre où le Seigneur des Ténèbres Sauron représente la conscription américaine pendant la guerre du Viêt Nam, au dépit de l'auteur qui parle d'un « culte déplorable » et affirme que « beaucoup de jeunes Américains se sont impliqués dans les histoires d'une façon que je ne suis pas », mais qui admet néanmoins que 

« […] même le nez d'une idole très modeste […] ne peut demeurer totalement insensible aux chatouillements de la douce odeur de l'encens ! »

— J. R. R. Tolkien, Lettres
L'attention des fans devint si intense que Tolkien doit enlever son numéro de téléphone de l'annuaire public et finalement déménager de Bournemouth vers la côte sud de l'Angleterre.
Cet englobement de l'œuvre dans la contre-culture américaine des années 1960 en fait un objet facile de moquerie, et a pour conséquence que Le Seigneur des anneaux acquiert la réputation d'une œuvre douteuse de culture populaire plutôt que de « littérature réelle », repoussant l'émergence des études universitaires sur Tolkien de près de vingt ans, à la fin des années 1980.
Le Seigneur des anneaux acquiert aussi, dès le milieu des années 1960, une popularité immense dans la culture hacker naissante, et dans les sous-cultures technologiques des scientifiques, ingénieurs et programmeurs informatique, et y fleurit toujours (Spangenfeld 2006). Il représente aussi une des inspirations majeures pour l'industrie du jeu vidéo naissante et pour l'évolution des jeux de rôle de fantasy (Burdge 2006).
Beaucoup de séries de fantasy écrites à cette époque le sont par des fans du Seigneur des anneaux, comme la série Shannara par Terry Brooks.

#### Tolkien societies
Bien qu'il y ait des fans enthousiastes et actifs de Tolkien dans le fandom de la science-fiction dès le milieu des années 1950, le vrai fandom organisé de Tolkien ne prend son essor qu'avec la publication de la deuxième édition reliée des livres dans les années 1960. Bien qu'il y ait de nombreuses sociétés de Tolkien dans différents pays aujourd'hui, il faut noter qu'elles ne sont ni approuvées ni autorisées par le Tolkien Estate.
Des articles sur le Seigneur des anneaux paraissent régulièrement dans le fanzine Niekas (en), édité par Ed Meskys dans les années 1960. Le premier groupe de fans de Tolkien organisé était The Fellowship of the Ring (« la Communauté de l'Anneau »), créé par Ted Johnstone (en) à Pittcon, pour la World Science Fiction Convention de 1960. Ils publient quatre numéros du fanzine i-Palantír avant que l'organisation ne soit dissoute.
La Tolkien Society of America se réunit d'abord « en février 1965, à côté de la statue d'Alma Mater sur le campus de l'université Columbia », d'après une interview accordée en 1967 au New York Times par Richard Plotz (en), le fondateur et premier Thain du groupe. En 1967, Meskys devient Thain et la société compte alors plus de 1 000 membres, organisés en groupes locaux ou smials, un modèle repris par d'autres organisations de fans de Tolkien. La société publie une lettre d'information, Green Dragon, et The Tolkien Journal (édité par Plotz). En 1969, la société sponsorise la première Tolkien Conference au Belknap College, qui n'est pas une « convention de science-fiction (en) » mais plutôt un événement savant.
La University of Wisconsin Tolkien and Fantasy Society est fondée en in 1966, et elle est alors connue pour son journal Orcrist (1966-1977), édité par Richard C. West.
En Californie, en 1967, Glen GoodKnight créé la Mythopoeic Society, une association pour l'étude, la discussion, et le plaisir de la littérature fantastique et mythique, qui se penchent particulièrement sur les œuvres de Tolkien et des membres des Inklings C. S. Lewis et Charles Williams. La société tient son premier congrès (Mythcon) en 1970, où ont lieu des lectures, un concours de costumes, une exposition d'art, et divers autres événements typiques des conventions de science-fiction de l'époque. Trois périodiques sont édités par la Mythsoc : Mythprint, un bulletin mensuel ; Mythlore, au départ un fanzine et désormais une revue académique qui publie des articles universitaires sur la littérature fantastique et mythique évalués par les pairs et The Mythic Circle (en), un journal littéraire annuel de poésies originales et de nouvelles (qui remplace les premières publications de l'association : Mythril et Mythellany).
Orcrist et The Tolkien Journal publient trois numéros en commun entre 1969 et 1971. De même, The Tolkien Journal et Mythlore publient plusieurs numéros communs à la fin des années 1970 avant de fusionner.
The Tolkien Society (en) (Royaume-Uni) est créée en 1969, et est toujours active en tant qu'association caritative enregistrée. La société édite deux publications régulières : Amon Hen, un bulletin bimensuel de nouvelles et d'informations et Mallorn, un journal annuel contenant des articles critiques et des essais sur l'œuvre de Tolkien. Ils accueillent plusieurs événements annuels parmi lesquels une rencontre annuelle avec quelques conférences à Oxford, l'Oxonmoot.
Tant la Tolkien Society britannique que la Mythopoeic Society américaine sont organisées en « groupes d'intérêt spécial », spécialisés dans un domaine comme les langues, et dont les groupes locaux ou régionaux se voient ou communiquent de manière régulière. Le journal Parma Eldalamberon, fondé en 1971, est une publication de l'un de ses groupes d'intérêt spécial de la Mythopoeic Society.
Il y a aussi une longue tradition de fandom de Tolkien en Scandinavie. The Tolkien Society of Sweden (en) est créée à Gothenburg en 1968 (« of Sweden » est ajouté en 1969 pour éviter la confusion avec la société britannique) et The Tolkien Society Forodrim est créée en Suède en 1972.

### Des années 1970 aux années 1980
Après la mort de Tolkien, son fils Christopher Tolkien commence la publication de ses œuvres posthumes. Le Silmarillion qui avait été préparé pour la publication par Tolkien mais qui était resté inachevé à sa mort est publiée en 1977 suivi par les Contes et légendes inachevés et les différents tomes de l'Histoire de la Terre du Milieu, de 1983 à 1996. J. R. R. Tolkien: Une Biographie, publié en 1977 et ses Lettres publiées en 1981 fournissent le matériel biographique. Ces ouvrages fournissent la matière première pour la recherche approfondie sur Tolkien, dont la voie est ouverte par The Road to Middle-earth de Tom Shippey en 1982.
L'intérêt pour Le Seigneur des anneaux mène à plusieurs tentatives d'adaptation en films, dont la majorité échoue. Le cinéaste Ralph Bakshi obtient le droit de produire une version en dessin animé, première partie de ce qui devait normalement en compter deux. Bakshi utilise pour ce film, parmi d'autres techniques d'animation, la rotoscopie, consistant à filmer réellement l'action une première fois avant de la transformer en animation. Alors que le film continue de recevoir des réactions critiques partagées, il est un succès financier rapportant 30 millions de dollars au box office pour un coût de production de 8 millions de dollars. Malgré cela, United Artists, le distributeur originel du film, refuse de financer la deuxième partie, laissant le projet inachevé.

### Des années 1990 aux années 2000
Les années 1990 voient l'achèvement de l'Histoire de la Terre du Milieu en anglais. Une série de textes de Tolkien est publiée dans des journaux comme Parma Eldalamberon et Vinyar Tengwar, édités par la Elvish Linguistic Fellowship, le groupe d'intérêt spécial de la Mythopoeic Society, dès le début des années 1990. Dans les années 2000, plusieurs projets encyclopédiques documentent la vie de Tolkien et son œuvre, comme la J.R.R. Tolkien Encyclopedia (en) (2006) et les deux volumes The Lord of the Rings: A Reader's Companion et The J. R. R. Tolkien Companion and Guide (en) (2005, 2006). Le journal annuel spécialisé Tolkien Studies paraît dès 2004.
Traduit dans une dizaine de langues et diffusé à travers le monde, Le Seigneur des anneaux n'a jamais été épuisé depuis sa première publication. La communauté de fans existant au milieu des années 1990 est composée de fans dévots, peu habitués à avoir de « vrais » nouveaux matériaux ou n'importe quelle sorte de reconnaissance des mass-media, qui prêtent attention aux détails et à la continuité dans le légendaire.

#### Sur Internet
Des discussions à propos de Tolkien ont lieu sur de  nombreux forum Internet depuis les premiers jours du Usenet. La liste de diffusion Tolklang (en) débute en 1990. Les forums Internet alt.fan.tolkien et rec.arts.books.tolkien sont respectivement actifs depuis 1992 et 1993.
Il y a de remarquables sujets de discorde dans les discussions en ligne autour de l'origine des Orques, des oreilles pointues des elfes ou des ailes des Balrogs. Après l'annonce des films de Peter Jackson (en 2001), le fandom internet se divise en « révisionnistes » et en « puristes » entourant la controverse des changements effectuées au roman pour l'adapter au cinéma, telles que celles faites au personnage d'Arwen et l'absence de Tom Bombadil,.

#### La trilogie de Peter Jackson
Le Seigneur des anneaux gagne un public beaucoup plus large avec la sortie de la trilogie cinématographique de Peter Jackson. Ces films sortent sur trois années successives, de décembre 2001 à décembre 2003. Depuis, un grand nombre de fans qui n'ont pas lu les livres sont également apparus et ont été exposés aux œuvres de Tolkien à travers les films et leurs produits dérivés.
Diverses œuvres inspirées par J. R. R. Tolkien (en), notamment des jeux informatiques et vidéos, ont également augmenté en nombre et en popularité. La culture populaire en référence à la Terre du Milieu a également augmenté, ainsi que ses satires et parodies.
L'un des plus importants sites Internet de fans des films de Jackson est TheOneRing.net, qui était très populaire, même au sein des acteurs et de l'équipe du film. Appelé TORn, il est, à l'origine, un petit site de nouvelles du film qui a gagné en prestige avec les rumeurs du film qui sont devenues réalité. Les cinéastes ont déployé des efforts spéciaux pour gagner des fans, pas simplement pour entretenir, mais soutenir activement le site de fan. De ce nombre, TheOneRing.net est le plus connu et est probablement responsable de la popularisation du terme ringers.

## Évolution
Le Fandom de Tolkien a commencé par un nombre très restreint de "fans". Puis lors de la sortie des trois tomes de la trilogie Le Seigneur des Anneaux (La Communauté de l'Anneau, Les Deux Tours et Le Retour du Roi) entre 1954 et 1955, l'engouement pour Tolkien et ses différentes œuvres devint colossal. Autant qu'il fut contraint de cacher son numéro de téléphone en l'enlevant de l'annuaire et en déménageant dans le sud de l'Angleterre ! Mais l'apogée de cet intérêt pour l'auteur vint au début des années 2000, à partir de la sortie de la trilogie cinématographique de Peter Jackson et encore plus de 2012 à 2014, lors de la sortie de la trilogie Le Hobbit, toujours dirigée par Jackson.

## Tolkienologie
Le terme Tolkienologie est utilisé par les fans de Tolkien pour décrire l'étude des œuvres de J. R. R. Tolkien traitant de la Terre du Milieu comme un monde réel, effectuant des recherches à partir d'une perspective interne. Cela diffère des études sur Tolkien car elle ignore l'histoire de la composition par l'auteur et doit nécessairement assumer une cohérence sous-jacente interne.
La Tolkienologie peut inclure,,, :
- les langues d'Arda : l'étude des langues créées Tolkien, dont les plus développées sont le quenya et le sindarin, langues les plus complètes conçues pour la Terre du Milieu, l'étude des systèmes d'écriture, le plus connu étant le tengwar ;
- les débats sur la vraie nature de Tom Bombadil, des balrogs, etc. et le débat sur les vraies  motivations des personnages dans l'histoire ;
- les généalogies des familles Hobbit et des rois ;
- la précision des calendriers de Tolkien  et comment ils peuvent être utilisés de nos jours ;
- la reconstruction de l'historique des royaumes elfiques, de l'Arnor, du Gondor, du Rohan et des autres terres moins connues ;
- les questions de morale à savoir si le dieu Ilúvatar, omnipotent, omniscient et ambivalent, voulait détruire Númenor, si les « mauvais » Dunlendings avait droit de rivaliser avec « bons » Rohirrim, et si le Gondor commit des génocides ;
- le possible recensement de chaque peuple de la Terre du Milieu ;
- les descriptions astronomiques dans les livres (phases de la lune, positions des étoiles), et de ce qui peut en être déduit à propos de la géographie de la Terre du Milieu ;
- les stratégies de guerre et de bataille : si elles étaient bonnes et quelles alternatives auraient pu être utilisés ;
- les effets du  folklore hobbit sur les lieux de la Comté et leurs sorts, déterminés par la traduction de la toponymie.

### Tolkienymie
Tolkienymie est un terme inventé par l'universitaire spécialiste de Tolkien, Mark T. Hooker pour décrire l'étude de l'utilisation des noms utilisés par Tolkien provenant des langues existantes. Cette branche de l'étude porte sur l'étymologie des noms tels que Bilbo Bessac, la famille Boffin (es), le Val (The Yale), et Tom Bombadil.

### Fandom et les études Tolkien
Il n'y a pas de démarcation nette entre fandom et les études de Tolkien. Les auteurs des études académiques publiées sur Tolkien pourraient être motivés par un enthousiasme personnel pour ses œuvres, et diverses sociétés académiques sur Tolkien combinent leurs études avec les activités de fandom. Ainsi, l'Oxonmoot organisé par The Tolkien Society organise des causeries, des diaporamas et un bal masqué costumé. De même, la Deutsche Tolkien Gesellschaft approvisionne fandom en langue allemande et coorganise également des séminaires sur les études de Tolkien à l'université d'Iéna en 2005 et 2007.
Généralement, le fandom est séparé des « études sérieuses de Tolkien » par une échelle mobile de prise de conscience moindre qui ne prend pas en compte les œuvres  posthume de Tolkien. Beaucoup de fans de Tolkien connaissent essentiellement Le Seigneur des anneaux, Le Hobbit ou Le Silmarillion. L'existence de courtes histoires, de ses publications n'appartenant pas au domaine de la fiction et d'éditions détaillées de ses notes inédites n'est connue que d'une minorité même si elle tend à augmenter.

### Fandom et les linguistes de Tolkien
Les études des langues créées par Tolkien (notamment le quenya et le sindarin) est un domaine où le fandom et les études académiques de Tolkien se chevauchent. La friction qui en résulte entre les étudiants universitaires des langues, qui mettent l'accent sur l'évolution conceptuelle, et le fandom, axé sur un suivi interne à l'univers de Tolkien, est devenue visible notamment dans la controverse de la convention d'elfcon (en) de la fin des années 1990.
Il y a le camp des « reconstructionnistes », qui poursuivent la reconstruction des formes non attestées de l'elfique, et le camp des « philologues » ou  « puristes »  qui se concentre entièrement sur les éditions consciencieuses de ces fragments trouvées dans les écrits inédits de Tolkien. Par sa nature, le reconstructionnisme vise à « corriger » la norme de l'elfique, tandis que l'étude philologique de l'évolution des conceptions de Tolkien suppose que ces langues n'ont jamais atteint une forme interne complète, cohérente et définitive.
Le camp des « reconstitutionnistes » est représenté par exemple par le linguiste David Salo, et le camp « puriste » est représenté par exemple par Carl F. Hostetter, le rédacteur en chef de Vinyar Tengwar.

### Note
1. ↑  Un néologisme anglo-quenyarin, signifiant « ami de Tolkien », surtout connu comme étant une association française de promotion de Tolkien équivalente aux sociétés Tolkien anglophones.